# Шидель

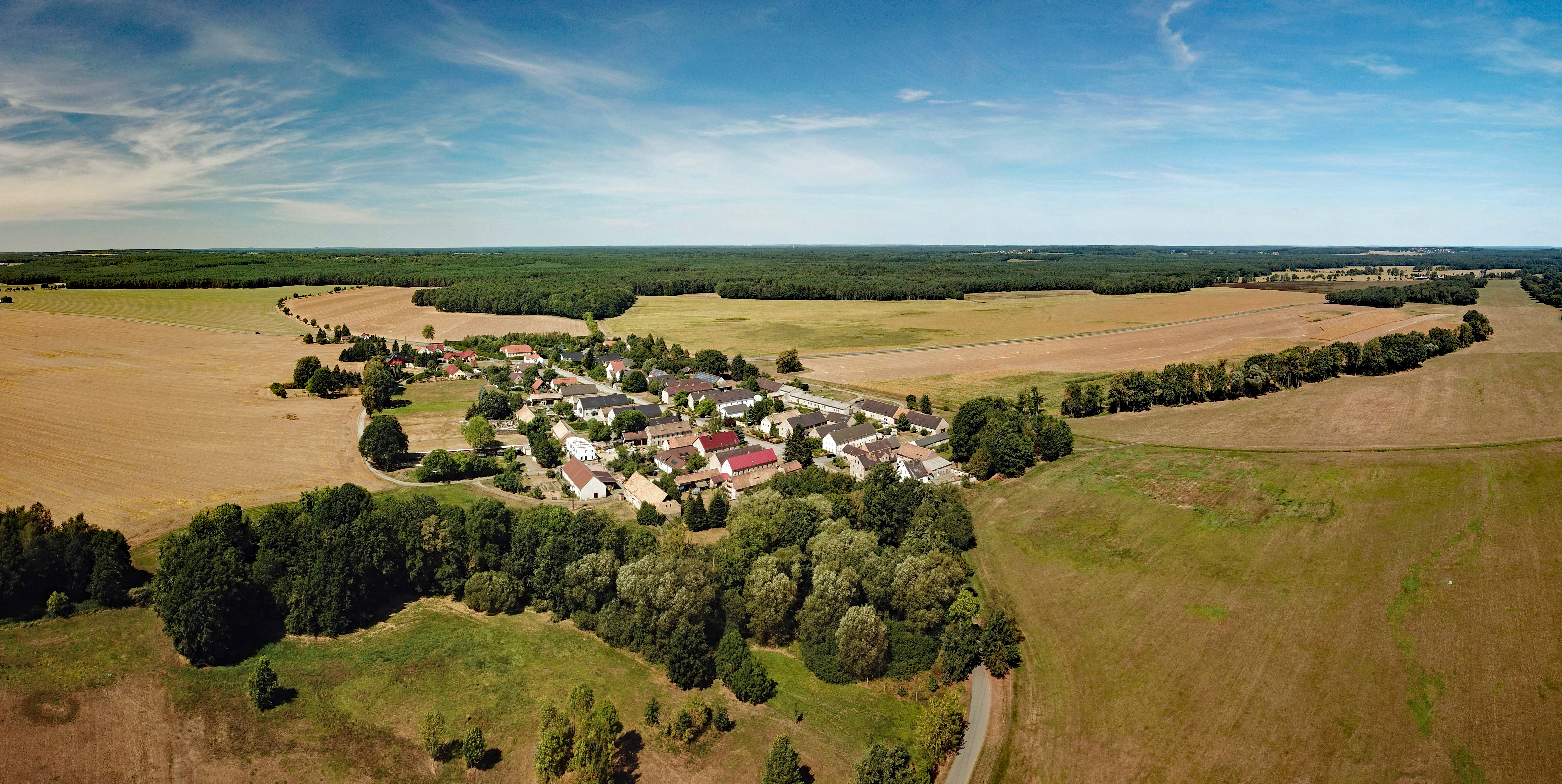

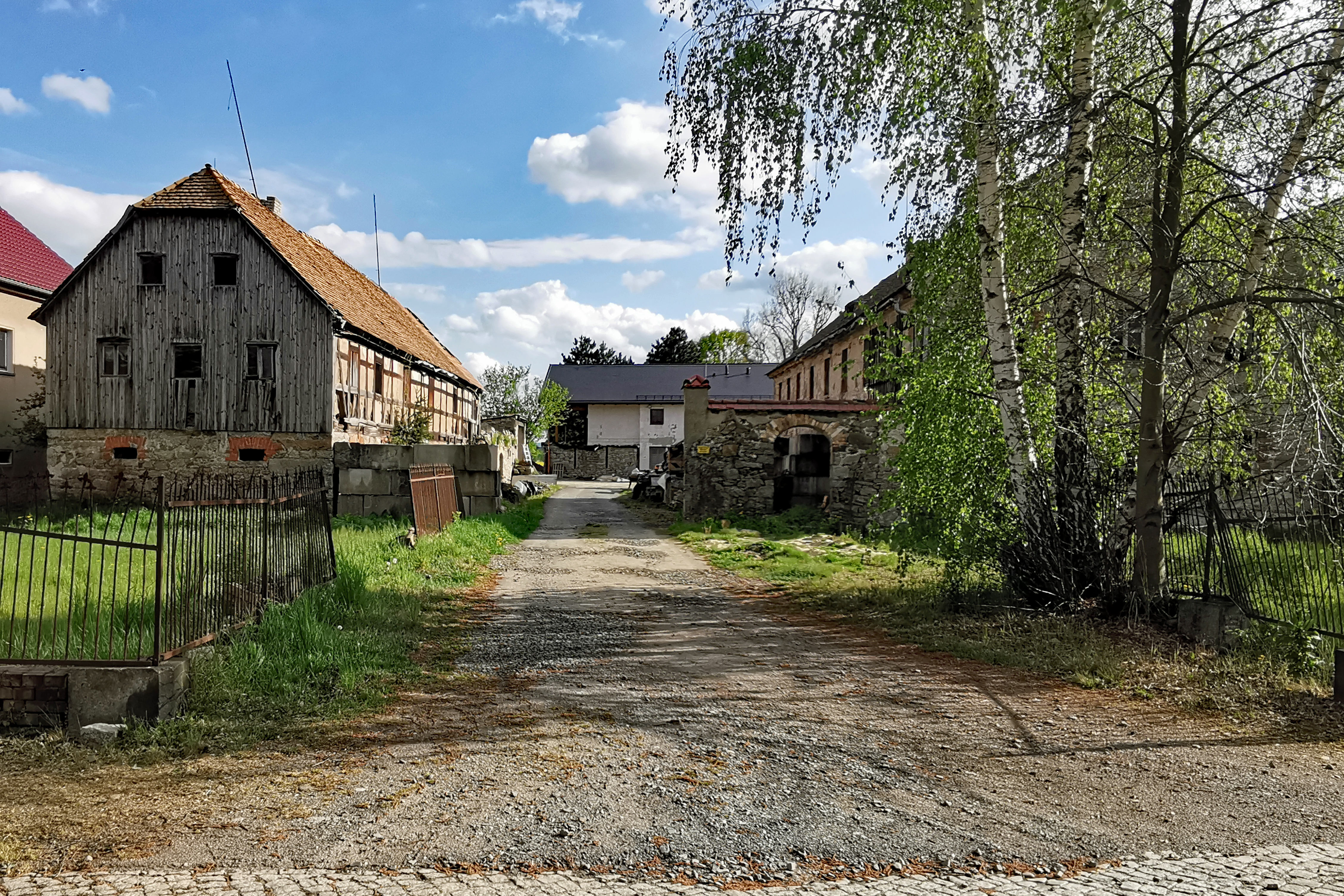

Ши́дель (нем. Schiedel; серболужицкое наименование — Кши́дол в.-луж. Křidolо файле) — сельский населённый пункт в городских границах Каменца, район Баутцен, федеральная земля Саксония, Германия. Один из двух населённых пунктов сельской общины Чорнау-Шидель.

## География
Находится северо-восточнее Каменца на автомобильной дороге S95 (участок Каменц – Ослинг). Юго-восточнее населённого пункта находится озеро Дойчбазелицер-Гростайх (нем. Deutschbaselitzer Großteich, Немскопазличанское большое озеро, в.-луж. Nĕmskopazličanski wulki hat), за которым расположен обширный лесной массив, простирающийся до деревни Шмерлиц (Смерджаца) коммуны Ральбиц-Розенталь. На северо-западе от деревни расположен биосферный заповедник «Пруды Била-Вайсиг».
Соседние населённые пункты: на севере – деревня Лиске  (Леска) коммуны Ослинг, на северо-востоке – деревня Мильштрих (Йитро) коммуны Ослинг, на востоке – деревня Шмерлиц (Смерджаца) коммуны Ральбиц-Розенталь, на юге – деревня Дойчбазелиц (Немске-Пазлицы, в городских границах Каменца), на юго-западе – деревня Чорнау (Чорнов, коммуна Чорнау-Шидель в городских границах Каменца), на западе – деревня Била (Бела, в городских границах Каменца) и на северо-западе – деревня Вайсиг коммуны Ослинг.

## История
Впервые упоминается в 1225 году под наименованиями «Schildowe, Schidlowe». В XVII – XVIII веках деревня принадлежала женскому аббатству Мариенштерн. До 1965 года входила в состав района Каменц в статусе самостоятельной сельской общины. 1 июля 1965 года была объединена вместе с соседним Чорнау в сельскую общину Чорнау-Шидель. В 1999 году после территориально-административных реформ населённый пункт в составе общины Чорнау-Шидель вошёл в городские границы Каменца.
Исторические немецкие наименования:
- Schildowe, Schidlowe, 1225
- Heynich Shedelow, Shidelow, 1370
- Schzedelow, Schedelow, 1374
- Schedelaw, 1462
- Zschedel, 1522
- Schidlo, 1542
- Zschiedlo, 1834
- Zschiedel, 1866
- Schiedel, Tschiedel, Zschiedel, 1875

## Население
Согласно статистическому сочинению «Dodawki k statisticy a etnografiji łužickich Serbow» Арношта Муки в 1884 году в деревне проживало 145 жителей (из них — 140 лужичан (97 %).
Лужицкий демограф Арношт Черник в своём сочинении «Die Entwicklung der sorbischen Bevölkerung» указывает, что в 1956 году при общей численности в 177 жителей серболужицкое население деревни составляло 3,4 % (из них 5 взрослых и 1 несовершеннолетний владели активно верхнелужицким языком).
| 1834 | 1871 | 1890 | 1910 | 1925 | 1939 | 1946 | 1950 | 1964 |
| ---- | ---- | ---- | ---- | ---- | ---- | ---- | ---- | ---- |
| 145  | 151  | 138  | 171  | 139  | 124  | 171  | 175  | 133  |